# 曹國公主 (金朝)
曹国公主（?—?），金國公主，金世宗之女。
大定十二年（1172年）十一月丙子，曹国公主家奴犯事，宛平县令刘彦弼杖打家奴，曹国公主折辱县令，金世宗于是深深责备公主，又以御史台臣徇势偷安，畏忌不敢言，夺俸一月。史书没有记载曹国公主的婚配情况。